# لاجوس كوفاتش (منافس ألعاب قوى)
لاجوس كوفاتش (بالمجرية: Kovács Lajos)‏ هو منافس ألعاب قوى مجري، ولد في 22 فبراير 1936، وتوفي في 8 نوفمبر 1997.

## وصلات خارجية
- لاجوس كوفاتش على موقع أوليمبيديا (الإنجليزية)
- لاجوس كوفاتش على موقع اللجنة الأولمبية المجرية (الهنغارية)